# Yohann Pelé
Yohann Pelé (* 4. November 1982 in Brou-sur-Chantereine) ist ein ehemaliger französischer Fußballspieler. Der Torwart stand bis 2021 beim französischen Erstligisten Olympique Marseille unter Vertrag.

## Karriere

### Verein
Pelé begann seine Profikarriere 2002 beim Le Mans FC.
Für den westfranzösischen Verein absolvierte er insgesamt 163 Spiele in sieben Spielzeiten.
2009 wechselte er ablösefrei zum FC Toulouse. Im Oktober 2010 erlitt Pelé eine Lungenembolie und unterbrach seine Karriere.
Erst etwas mehr als drei Jahre später unterschrieb er im Januar 2014 einen Vertrag beim FC Sochaux bis Sommer 2016. Ein Jahr vor Ablauf seines Vertrages wechselte er 2015 zu Olympique Marseille.
Dort verbrachte er weitere sechs Jahre und verkündete schließlich nach 292 Einsätzen im Profifußball im Sommer 2021 sein Karriereende.

### Nationalmannschaft
Pelé absolvierte 2008 zwei Spiele für die französische U-21-Nationalmannschaft.